# Surahammar
Surahammar este un oraș în Suedia.

## Demografie
| \| Evoluția demografică a zonei urbane Surahammar, 1970–2015 \| Evoluția demografică a zonei urbane Surahammar, 1970–2015 \| Evoluția demografică a zonei urbane Surahammar, 1970–2015 \| Evoluția demografică a zonei urbane Surahammar, 1970–2015 \| Evoluția demografică a zonei urbane Surahammar, 1970–2015 \| \| --------------------------------------------------------------------------------------- \| --------------------------------------------------------- \| --------------------------------------------------------- \| --------------------------------------------------------- \| --------------------------------------------------------- \| \| An \| \| \| Locuitori \| \| \| 1970 \| 1970 \| \| 6.441 \| 6.441 \| \| 1975 \| 1975 \| \| 6.509 \| 6.509 \| \| 1980 \| 1980 \| \| 6.850 \| 6.850 \| \| 1990 \| 1990 \| \| 7.083 \| 7.083 \| \| 1995 \| 1995 \| \| 6.919 \| 6.919 \| \| 2000 \| 2000 \| \| 6.350 \| 6.350 \| \| 2005 \| 2005 \| \| 6.276 \| 6.276 \| \| 2010 \| 2010 \| \| 6.179 \| 6.179 \| \| 2015 \| 2015 \| \| 6.270 \| 6.270 \| \| Sursa: SCB - Statistika Centralbyrån, Folkmängden per tätort. Vart femte år 1960 - 2016 \| \| \| \| \| |      |  |           |       |
| Evoluția demografică a zonei urbane Surahammar, 1970–2015 |      |  |           |       |
| An |      |  | Locuitori |       |
| 1970 | 1970 |  | 6.441     | 6.441 |
| 1975 | 1975 |  | 6.509     | 6.509 |
| 1980 | 1980 |  | 6.850     | 6.850 |
| 1990 | 1990 |  | 7.083     | 7.083 |
| 1995 | 1995 |  | 6.919     | 6.919 |
| 2000 | 2000 |  | 6.350     | 6.350 |
| 2005 | 2005 |  | 6.276     | 6.276 |
| 2010 | 2010 |  | 6.179     | 6.179 |
| 2015 | 2015 |  | 6.270     | 6.270 |
| Sursa: SCB - Statistika Centralbyrån, Folkmängden per tätort. Vart femte år 1960 - 2016 |      |  |           |       |